# جايسون بليك
جايسون بليك (بالإنجليزية: Jason Blake)‏ هو لاعب هوكي الجليد أمريكي، ولد في 2 سبتمبر 1973 في مورهد في الولايات المتحدة.

## وصلات خارجية
- جايسون بليك على موقع دوري الهوكي الوطني (الإنجليزية)
- جايسون بليك على موقع قاعة مشاهير الهوكي (لاعب أن.إتش.أل) (الإنجليزية)
- جايسون بليك على موقع EliteProspects.com (الإنجليزية)
- جايسون بليك على موقع Eurohockey.com (الإنجليزية)
- جايسون بليك على موقع HockeyDB.com (الإنجليزية)
- جايسون بليك على موقع Hockey-Reference.com (الإنجليزية)
- جايسون بليك على موقع أوليمبيديا (الإنجليزية)